# 1978年の日本競馬
1978年の日本競馬（1978ねんのにほんけいば）では、1978年（昭和53年）の日本競馬界についてまとめる。馬齢は旧表記で統一する。
1977年の日本競馬 - 1978年の日本競馬 - 1979年の日本競馬

## できごと

### 1月 - 3月
- 1月5日 - 降雪のため、中央競馬では1回東京1日開催の全競走をダートに変更、また障害競走は中止となった[1]。
- 1月14日 - 中央競馬では、「シード競走」を「単枠指定競走」と改称、シード馬も「単枠指定馬」と名称変更される[1]。
- 2月1日 - 戦後初となる「馬頭観世音祭り」が根岸競馬記念公苑で行われる[1]。
- 3月7日 - 日本中央競馬会の美浦トレーニングセンターが完成、人馬の移動が行われる[1]。
- 3月8日 - 国際見習騎手招待競走がニュージーランドのナビアパーク競馬場で行われ、日本からは中央競馬の的場均騎手が出場する[1]。
- 3月18日 - イギリスジョッキークラブの事務局であるウェザビー社のC・N・フォスターとK・W・オールディの2名が来日し、日本中央競馬会本部や後楽園場外発売所を視察する[1]。
- 3月25日
  - 静内場外発売所が開設される。これは公営競技調査会答申による設置規制以来初めてのものである[1]。
  - 中央競馬が後楽園場外発売所での複合投票券（ユニット馬券）の発売を開始[1]。

### 4月 - 6月
- 4月1日 - 公営競技の公営企業金融公庫への納付金率が0.8%から1.0%に引き上げられる[1]。
- 4月10日 - 美浦トレーニングセンターの開場式が行われる[1]。
- 4月20日 - 地方競馬場情勢連絡会議が発足する[1]。
- 4月 - 地方競馬では、軽種馬以外の血統登録団体として日本馬事協会を指定[1]。
- 5月14日
  - 超党派の国会議員による公営競技調査議員懇談会の第1回会合が行われる[1]。
  - 日本中央競馬会が、京都競馬場で地方競馬騎手招待競走を行う。また、6月4日には東京競馬場でも行われる[1]。
- 6月7日 - 農林省が農林水産省に名称変更される[1]。
- 6月24日 - 日本中央競馬会の理事長に武田誠三が就任[1]。
- 6月 - 地方競馬全国協会が畜産振興部の一部を改組し、考査室を新設、また総務部に広報課を設置した[1]。

### 7月 - 9月
- 7月13日 - 競馬法施行30周年の記念式典が、東京の東条会館で行われる[1]。
- 8月26日 - 中央競馬が名古屋場外発売所と梅田場外発売所でも複合投票券の発売を開始する[1]。
- 9月24日 - 日本中央競馬会の厩舎関係者8名および職員1名がヨーロッパ研修に出発する[1]。
- 9月 - 日本中央競馬会が月間のサークル誌『ぱどっく』を発行開始[2]。

### 10月 - 12月
- 10月2日 - 株式会社中央競馬ピーアール・センターが設立される[2]。
- 10月3日 - 道営競馬の札幌開催で、道営初の中央騎手招待競走が行われる[2]。
- 10月7日 - 道頓堀場外発売所が開設される[2]。
- 11月3日 - 中央競馬の武田文吾調教師が勲五等旭日章を受章する[2]。
- 11月5日 - 大井競馬場がアメリカ合衆国の女性騎手メアリー・ベーコンを招待する[2]。
- 12月14日 - 第14回アジア競馬会議が香港で行われ、その国際騎手招待競走に中央競馬の岡部幸雄騎手が出場する[2]。
- 12月21日 - 東京大賞典をハツシバオーが優勝し、初の南関東四冠馬となる[2]。
- 12月26日 - オーストラリアのアスコット競馬場で行われた国際騎手招待競走に、中央競馬の中島啓之騎手が派遣される[2]。

### その他
- 9月下旬頃から美浦トレーニングセンターで熱病が流行。11月9日に日本中央競馬会防疫委員会は病原体が「レオライクウイルス」であると発表した。流行は10月下旬から収まり始め、11月12日に終息した[2]。

## 競走成績

### 中央競馬の主な競走
- 第38回桜花賞（阪神競馬場・4月9日）優勝 : オヤマテスコ（騎手 : 福永洋一）
- 第38回皐月賞（中山競馬場・4月16日）優勝 : ファンタスト（騎手 : 柴田政人）
- 第77回天皇賞（春）（京都競馬場・4月29日） 優勝 : グリーングラス（騎手 : 岡部幸雄）
- 第39回優駿牝馬（オークス）（東京競馬場・5月21日) 優勝 : ファイブホープ（騎手 : 横山富雄）
- 第45回東京優駿（日本ダービー）（東京競馬場・5月28日) 優勝 : サクラショウリ（騎手 : 小島太）
- 第19回宝塚記念（阪神競馬場・6月4日）優勝：エリモジョージ（騎手：福永洋一）
- 第39回菊花賞（京都競馬場・11月12日） 優勝 : インターグシケン（騎手 : 武邦彦）
- 第3回エリザベス女王杯（京都競馬場・11月19日） 優勝 : リードスワロー（騎手 : 武邦彦）
- 第78回天皇賞（秋）（東京競馬場・11月26日） 優勝 : テンメイ（騎手 : 清水英次）
- 第23回有馬記念（中山競馬場・12月17日） 優勝 : カネミノブ（騎手 : 加賀武見）

### 中央競馬・障害
- 第80回中山大障害（春）（中山競馬場・4月9日）優勝 : ファンドリナイロ（騎手 : 広松孝司）
- 第81回中山大障害（秋）（中山競馬場・12月24日）優勝： バローネターフ（騎手：小柳由春）

## 表彰

### 優駿賞
- 年度代表馬・最優秀5歳以上牡馬 カネミノブ
- 最優秀3歳牡馬 ビンゴガルー
- 最優秀3歳牝馬 シルクスキー
- 最優秀4歳牡馬 サクラショウリ
- 最優秀4歳牝馬 モデルスポート
- 最優秀5歳以上牝馬 インターグロリア
- 最優秀障害馬 バローネターフ
- 最優秀アラブ リョクシュ
- マスコミ賞 テンポイント

## 誕生
この年に生まれた競走馬は1981年のクラシック世代となる。

### 競走馬
- 2月23日 - キヨヒダカ、テンモン
- 3月1日 - アグネステスコ、ノーアテンション
- 3月16日 - ブロケード
- 3月20日 - オキノサキガケ
- 3月22日 - メジロティターン
- 4月15日 - ハッピープログレス
- 4月20日 - カツトップエース
- 5月5日 - サンエイソロン、リードワンダー
- 5月6日 - エイティトウショウ
- 5月11日 - カバリエリエース
- 5月15日 - ミナガワマンナ
- 5月31日 - モンテファスト

### 人物
- 1月6日 - 高橋亮騎手、調教師（JRA）
- 1月27日 - 東原悠善騎手（大井）
- 2月2日 - 赤見千尋騎手（高崎）
- 2月3日 - 増沢由貴子騎手（JRA）
- 2月9日 - 武士沢友治騎手（JRA）
- 2月19日 - 柴山雄一騎手（JRA）
- 2月20日 - 松浦聡志騎手、調教師（兵庫）
- 2月28日 - 國平幸一騎手（大井）
- 3月19日 - 杉村一樹騎手（川崎）
- 3月22日 - 佐々木国明騎手、調教師（ホッカイドウ）
- 3月25日 - 牛房由美子騎手（浦和）
- 4月1日 - 本村直樹騎手（大井）
- 4月27日 - 古川文貴騎手（高知）
- 6月12日 - 大坪慎騎手（盛岡）
- 6月27日 - 保利良平騎手、調教師（兵庫）
- 7月4日 - 岡田大騎手（浦和）
- 7月28日 - 黒川知弘騎手（福山）
- 8月7日 - 宮崎乾司騎手（大井）
- 8月10日
  - 勝浦正樹騎手（JRA）
  - 山林堂信彦騎手（川崎）
- 8月14日 - 宗形竹見騎手、調教師（大井）
- 9月4日 - 江田勇亮騎手（JRA）
- 9月13日
  - 松田大作騎手（JRA）
  - 松崎正泰騎手（大井）
- 10月19日 - 今村康成騎手（JRA）
- 11月3日 - 武幸四郎騎手、調教師（JRA）
- 12月18日 - 中内田充正調教師（JRA）
- 12月19日 - 達城龍次騎手（大井）
- 12月20日 - 村田一誠騎手、調教師（JRA）

## 死去
- 3月5日 - テンポイント[1]
- 4月9日 - トモスベビー
- 9月30日 - セダン